# Windows 2000
Windows 2000 è un sistema operativo prodotto da Microsoft come parte della famiglia di sistemi operativi Windows NT. È stato distribuito alla produzione il 15 dicembre 1999, e lanciato al dettaglio il 17 febbraio 2000. È il successore di Windows NT 4.0.
Windows 2000 introduce il file system NTFS 3.0, Encrypting File System, così come l'archiviazione su disco di base e dinamica. Il supporto per le persone con disabilità è stato migliorato su Windows NT 4.0 con una serie di nuove tecnologie assistive, e Microsoft aumentò il supporto per diverse lingue e le informazioni locali. La famiglia Windows 2000 Server ha funzionalità aggiuntive, in particolare l'introduzione di Active Directory, che negli anni seguenti è diventato un servizio di directory ampiamente utilizzato negli ambienti aziendali.
Windows 2000 fu distribuito in quattro edizioni: Professional, Server, Advanced Server, e Datacenter Server; quest'ultimo venne distribuito alla produzione e lanciato mesi dopo le altre edizioni. Sebbene ogni edizione di Windows 2000 fosse destinata a un mercato diverso, condividevano un set di funzionalità di base, tra cui molte utilità di sistema come Microsoft Management Console e le applicazioni di amministrazione di sistema standard.
Microsoft commercializzò Windows 2000 come la versione Windows più sicura di sempre al momento; tuttavia, è diventato l'obiettivo di una serie di attacchi di virus di alto profilo come Code Red e Nimda. Per dieci anni dopo la sua pubblicazione, ha continuato a ricevere patch per vulnerabilità di sicurezza quasi ogni mese fino a raggiungere la fine del suo ciclo di vita il 13 luglio 2010.
Windows 2000 è l'ultima versione di Microsoft Windows ad includere apertamente la designazione "Windows NT", ed è l'ultima versione in cui le versioni desktop e server di Windows hanno lo stesso nome. Windows 2000 sarà poi sostituito da Windows XP (rilasciato nell'ottobre 2001) e Windows Server 2003 (rilasciato nell'aprile 2003).

## Storia
Lo sviluppo di Windows 2000 iniziò nel 1997, dopo l'uscita di Windows NT 4.0. Nelle prime versioni beta il sistema operativo veniva identificato come Windows NT 5.0.

## Caratteristiche principali
Al pari del suo predecessore, Windows 2000 fu concepito per un utilizzo in ambito professionale e come server, grazie alle elevate prestazioni, stabilità e sicurezza. L'edizione Professional era destinata a CAD, grafica, calcolo matematico e come workstation personale in ambito aziendale. Furono commercializzate le edizioni Server, Advanced Server e Datacenter Server. Successivamente furono distribuite due versioni a 64 bit per i nuovi processori Intel Itanium e Itanium 2 nel 2001 (Advanced Server Limited Edition e Datacenter Server Limited Edition).
Windows 2000 ha rappresentato un'obiettiva evoluzione rispetto alla versione precedente. Era dotato di un'interfaccia utente rinnovata e di un grande numero di innovazioni tecnologiche, fra le quali:
- Kernel quasi completamente riscritto, in buona parte dei moduli, rispetto alla struttura precedente (NT 4.0), soprattutto nella gestione dei protocolli di rete e nell'interfaccia grafica;
- Active Directory - evoluzione del sistema a domini di Windows NT, che permetteva la gestione e l'amministrazione di reti aziendali anche di grandi dimensioni in maniera centralizzata
- Gestione dei file system - furono introdotti una nuova versione di NTFS, il Distributed File System (che permetteva di costruire una visione complessiva e gerarchica di un insieme di file server su una rete) e l'EFS (Encrypting File System) che permetteva di cifrare i file a livello di file system (ma di cui la NSA poteva trovare le chiavi, secondo questo studio)
- Plug and play - Windows 2000 fu il primo sistema operativo su kernel NT che supportava lo standard Plug and play che permette la configurazione automatica dell'hardware
- Supporto energetico - grazie alle funzioni APM di gestione e risparmio energetico, permetteva l'uso agevole sui sistemi portatili
- USB - supportava le periferiche USB e l'Hot swap
- Multimedialità - supportava DirectX, i nuovi driver WDM (Windows Driver Model) e le periferiche multimediali
- Background Intelligent Transfer System (BITS) - permetteva di scaricare dalla rete in modo intelligente risorse per aggiornare il sistema operativo.

Windows 2000 riscontrò un notevole successo di vendite, molte imprese scelsero la versione Professional come standard aziendale e le edizioni Server ebbero significative quote di mercato sia sulle nuove installazioni che nelle conversioni di server esistenti, a spese soprattutto degli Unix commerciali, malgrado il crescente successo di Linux e degli altri sistemi operativi open source. Una significativa eccezione fu costituita dai server web, dove nonostante un discreto successo l'adozione di Linux è stata superiore.
È importante notare che Windows 2000 non fu destinato da Microsoft all'utenza domestica, benché fosse presente il supporto della multimedialità e del plug and play. All'utenza non professionale Microsoft invece destinò Windows Millennium Edition, basato sul kernel di Windows 95/98.

### Requisiti minimi Windows 2000 Professional
|                        | Requisiti Minimi                                                      |
| ---------------------- | --------------------------------------------------------------------- |
| Processore             | Sistema con processore compatibile: Pentium 133 MHz o superiore       |
| RAM                    | 32 MB di RAM minimi; 128 MB raccomandati                              |
| Spazio su disco rigido | Disco rigido da 2 GB con almeno 650 MB di spazio disponibile          |
| Processori supportati  | Windows 2000 Professional supportava sistemi con uno e due processori |

## Edizioni
Microsoft ha pubblicato varie edizioni di Windows 2000 per diversi mercati e esigenze aziendali: Professional, Server, Advanced Server e Datacenter Server. Ciascuno è stato confezionato separatamente.

Windows 2000 Professional è stato progettato come sistema operativo desktop per aziende e utenti esperti. È la versione client di Windows 2000. Offre maggiore sicurezza e stabilità rispetto a molti dei precedenti sistemi operativi desktop Windows. Supporta fino a due processori e può gestire fino a 4 GB di RAM. I requisiti di sistema sono un processore Pentium (o equivalente) di 133 MHz o superiore, almeno 32 MB di RAM, 650 MB di spazio su disco rigido e un'unità CD-ROM (consigliata: Pentium II, 128 MB di RAM, 2 GB dello spazio su disco rigido e dell'unità CD-ROM).

Windows 2000 Server condivide la stessa interfaccia utente con Windows 2000 Professional, ma contiene componenti aggiuntivi per il computer per eseguire i ruoli del server ed eseguire l'infrastruttura e il software applicativo. Un nuovo componente significativo introdotto nelle versioni del server è Active Directory, che è un servizio di directory a livello aziendale basato su LDAP (Lightweight Directory Access Protocol). Inoltre, Microsoft ha integrato l'autenticazione di rete Kerberos, sostituendo il sistema di autenticazione NTLM (NT LAN Manager) spesso criticato utilizzato nelle versioni precedenti. Ciò ha anche fornito una relazione di trust puramente transitiva tra domini di Windows 2000 in una "forest" (una raccolta di uno o più domini di Windows 2000 che condividono uno schema, una configurazione e un catalogo globale comuni, essendo collegati con trust transitivi bidirezionali). Inoltre, Windows 2000 ha introdotto un Domain Name Server che consente la registrazione dinamica degli indirizzi IP. Windows 2000 Server supporta fino a 4 processori e 4 GB di RAM, con un requisito minimo di 128 MB di RAM e 1 GB di spazio su disco rigido, tuttavia i requisiti potrebbero essere maggiori a seconda dei componenti installati..

Windows 2000 Advanced Server è una variante del sistema operativo Windows 2000 Server progettata per aziende medio-grandi. Offre un'infrastruttura di clustering per l'elevata disponibilità e scalabilità di applicazioni e servizi, incluso il supporto per un massimo di 8 CPU, una quantità di memoria principale fino a 8 GB sui sistemi di estensione degli indirizzi fisici (PAE) e la possibilità di eseguire SMP a 8 vie. Supporta il bilanciamento del carico TCP/IP e cluster di server a due nodi ottimizzati basati su Microsoft Cluster Server (MSCS) in Windows NT Server 4.0 Enterprise Edition. I requisiti di sistema sono simili a quelli di Windows 2000 Server, tuttavia potrebbero dover essere più elevati per adattarsi a infrastrutture più grandi.

Windows 2000 Datacenter Server è una variante di Windows 2000 Server progettata per aziende di grandi dimensioni che trasferiscono spesso grandi quantità di dati riservati o riservati tramite un server centrale. Come Advanced Server, supporta il clustering, il failover e il bilanciamento del carico. I requisiti minimi di sistema sono normali, ma è stato progettato per essere in grado di gestire hardware avanzato, fault-tolerant e scalabile, ad esempio computer con 32 CPU e 32 GB di RAM, con rigorosi test e qualifiche del sistema, partizionamento hardware, manutenzione coordinata e cambia il controllo. I requisiti di sistema sono simili a quelli di Windows 2000 Advanced Server, tuttavia potrebbero dover essere più elevati per adattarsi a infrastrutture più grandi. Windows 2000 Datacenter Server è stato pubblicato alla produzione l'11 agosto 2000 e lanciato il 26 settembre 2000. 
Questa edizione era basata su Windows 2000 con Service Pack 1 e non era disponibile al dettaglio.

## Il tramonto di Windows 2000
A fine 2001 è arrivato sul mercato Windows XP (precedentemente conosciuto con il nome in codice di Whistler) che a sua volta ha segnato una svolta della creazione di sistemi operativi da parte di Microsoft. Il suo kernel era basato interamente su quello di Windows 2000 ma sono state introdotte una serie di migliorie alle "negligenze" di Windows 2000, soprattutto in ambito multimediale, che hanno consentito a questo sistema operativo di diventare il successore comune non solo di Windows 2000 ma anche della linea Windows 9x e quindi di Windows Millennium.
Dal 30 giugno 2005 il supporto per Windows 2000 passò dalla fase principale a quella estesa: ciò significava che Microsoft avrebbe distribuito per Windows 2000 solo gli aggiornamenti di sicurezza critici, mentre il supporto per tutti i nuovi prodotti Microsoft, tra cui le nuove versioni di programmi come Internet Explorer o Windows Media Player, sarebbe cessato per questo sistema operativo. Il 13 luglio 2010, Microsoft rimosse ogni supporto per questo sistema operativo, invitando tutti gli utenti di Windows 2000 a migrare ad una versione di Windows più recente, come Windows XP, Vista o 7.

## Galleria d'immagini

Avvio di Windows 2000 Professional
Avvio di Windows 2000 Server Family
Desktop di Windows 2000 Server